# کلادیو یانس-ایگناسیک
 کلادیو یانس-ایگناسیک (انگلیسی: Klaudia Jans-Ignacik؛ زادهٔ ۲۳ سپتامبر ۱۹۸۴) یک تنیس‌باز اهل لهستان است.